# Nguyễn Ngọc Tuấn (Hà Nội)
Nguyễn Ngọc Tuấn (sinh ngày 24 tháng 9 năm 1966) là một chính khách Việt Nam, hiện là Chủ tịch Hội đồng nhân dân thành phố Hà Nội, Đại biểu Quốc hội Việt Nam khóa XV thuộc đoàn đại biểu Hà Nội.

## Tiểu sử
Nguyễn Ngọc Tuấn sinh ngày 24 tháng 9 năm 1966 tại xã Thúc Kháng, huyện Bình Giang, tỉnh Hải Dương. Từ năm 1990, ông công tác tại Công ty thực nghiệp xây lắp và sau đó là Công ty Phát triển nhà và đô thị (nay là Tổng công ty Đầu tư phát triển nhà và đô thị HUD - Bộ Xây dựng). Năm 1994, ông được bổ nhiệm làm Giám đốc Xí nghiệp Xây dựng số 2 thuộc Công ty Xây dựng Thanh niên Hà Nội. Trong khoảng thời gian từ 2004 đến 2007, ông lần lượt đảm nhiệm Giám đốc, Chủ tịch Hội đồng quản trị Công ty Xây dựng Thanh niên. Năm 2011, ông được bầu vào Đại biếu Hội đồng nhân dân thành phố Hà Nội nhiệm kỳ 2011–2016.
Năm 2014, ông trở thành Phó Chủ tịch Ủy ban nhân dân thành phố Hà Nội. Đến năm 2020, ông được bầu làm Phó Bí thư Thành ủy Hà Nội khóa XVII nhiệm kỳ 2020–2025, Chủ tịch Hội đồng nhân dân thành phố Hà Nội.